# Futsal Shahumyan
Il Futsal Shahumyan è una squadra di calcio a 5 armena con sede a Erevan.

## Palmarès
- 2 Campionati armeni: 2011-2012, 2012-2013